# Барышниково (Омская область)
Барышниково — деревня в Нижнеомском районе Омской области. Входит в состав Ситниковского сельского поселения.

## История
Основана в 1911 г. В 1928 году деревня Барышников состояла из 55 хозяйств, основное население — русские. Центр Барышниковского сельсовета Еланского района Омского округа Сибирского края.

## Население
| 2010 |
| ---- |
| 40   |